# دانشگاه سازمان ملل
دانشگاه سازمان ملل (انگلیسی: United Nations University) یکی از بازوهای علمی و تحقیقاتی سازمان ملل متحد است. مکان آن در شیبویا-کو، توکیو در ژاپن می‌باشد و دارای وضعیت دیپلماتیک با سازمان ملل است. از سال ۲۰۱۰ این دانشگاه با مسئولیت مجمع عمومی سازمان ملل متحد مدرک دانشگاهی اعطا می‌کند.
در سال ۱۹۶۹، دبیرکل سازمان ملل متحد، یو تانت، «تأسیس یک دانشگاه سازمان ملل متحد را که واقعاً بین‌المللی باشد و به اهداف منشور صلح و پیشرفت» کمک کند را پیشنهاد کرد. پس از سه جلسه سالانه و بحث در مورد این موضوع، مجمع عمومی سازمان ملل متحد (UNGA) تأسیس دانشگاه ملل متحد را در دسامبر ۱۹۷۲ تصویب کرد. به‌دلیل تعهد ۱۰۰ میلیون دلاری دولت ژاپن به صندوق موقوفه UNU، توکیو به عنوان محل اصلی دانشگاه انتخاب شد.
از سال ۲۰۱۰، UNU توسط UNGA مجاز به صدور و اعطای مدرک شده است و چندین دوره کارشناسی ارشد و دکترا را ارائه می‌کند. همچنین تعامل سازمان ملل با مؤسسات دانشگاهی و سیاست‌گذاران در سراسر جهان را تسهیل می‌نماید.
این دانشگاه در شهر های بن، پاریس و نیویورک نیز شعبه دارد.

## انستیتو ها
- انستیتوی اقتصاد توسعه (UNU-WIDER) در هلسینکی، فنلاند

- انستیتوی فناوری های آینده (UNU-MERIT، سابقا UNU-INTECH) در ماستریخت، هلند

- ‌ انستیتوی فناوری نرم افزار (UNU-IIST) در ماکائو، جمهوری خلق چین

- انستیتوی منابع طبیعی (UNU-INRA) در آکرا، غنا

- انستیتوی آب، محیط زیست و سلامت (UNU-INWEH) در همیلتون، کانادا

- انستیتوی محیط زیست و امنیت انسانی (UNU-EHS) در بن، آلمان

- انستیتوی مدیریت منابع پایا (UNU-FLORES) در درسدن، آلمان

- انستیتوی مطالعات پیشرفته پایایی (UNU-IAS) در یوکوهاما، ژاپن

- انستیتوی جهانی شدن، فرهنگ ها و تحرک (UNU-GCM) در بارسلون، اسپانیا

- انستیتوی بهداشت جهانی (UNU-IIGH) در کوالالامپور، مالزی

- انستیتوی پایایی و صلح (UNU-ISP) در توکیو، ژاپن